# 蜀山战纪之剑侠传奇
《蜀山战纪之剑侠传奇》，改编著名小说《蜀山剑侠传》的中国大陆古装剧，主演赵丽颖，陈伟霆，吴奇隆。2015年1月底在横店开机，已于5月2日在横店杀青，5月17日无锡部分杀青，5月21日陈伟霆、叶祖新、樊少皇、刘思彤等主要演员在广西杀青。
此次《蜀山战纪》采取付费收看的模式，分成5季从2015年9月起一直播到2016年2月，每月22日一次性上线一季播出，一季為十集，並限定只有爱奇艺的VIP用户才能够看到每月的更新。2016年1月16日在安徽卫视用1.5輪方式跟播。台灣OTT由LiTV 線上影視全劇上架。
此片中，除了部分角色人名，其实剧情和原著小说《蜀山剑侠传》绝无半点关系。

## 播放時間及平台

### 首播
| 頻道           | 所在地   | 播映日期      | 備註                                            |
| -------------- | -------- | ------------- | ----------------------------------------------- |
| 爱奇艺         | 中国大陆 | 2015年9月22日 | 付款收看, 每月22日播10集                        |
| 安徽卫视       | 中国大陆 | 2016年1月16日 |                                                 |
| 江苏卫视       | 中国大陆 | 2016年1月17日 | 非黄金档                                        |
| 江西卫视       | 中国大陆 | 2016年1月26日 |                                                 |
| 星和娛家戲劇台 | 新加坡   | 2015年9月24日 | 星期六19:15-21:00                               |
| 佳樂台         | 新加坡   | 2016年7月15日 | 星期一至五22:00 7月巨5霸鉅獻                    |
| 新传媒8频道    | 新加坡   | 2017年7月24日 | 星期一至五 23:00                                |
| ONE HD         | 泰國     | 2016年3月19日 | 晚报18:20-20:00                                 |
| Astro全佳HD    | 马来西亚 | 2016年5月2日  | 星期一至四21:30                                 |
| 愛爾達綜合台   | 臺灣     | 2016年5月18日 | 星期一至五20:00                                 |
| 中天綜合台     | 臺灣     | 2016年7月12日 | 星期一至五20:00                                 |
| LiTV 線上影視  | 臺灣     | 2016年6月18日 | 全套 （電視、電腦、手機、平板、機上盒同步上架） |
| Astro喜悦HD    | 马来西亚 |               | 星期一至五13:00                                 |

## 剧情
蜀山劍派乃江湖第一名门正派，赤魂石乃蜀山剑派所封印、守護之宝物，几千年來都是以蜀山太清真人（宗峰岩 飾）所护持。蜀山剑派一直引领武林多年。蜀山掌门诸葛驭我（李進榮 飾）为了保守護天下，对抗企图抢夺赤魂石的绿袍尊者－上官警我（吳奇隆 飾）。然而，不小心把赤魂石打入六星之子的丁隐（陳偉霆 飾）体内，丁隐於後拜入蜀山门下修习剑法，欲练成蜀山的绝學，後替天下百姓向绿袍寻仇。偶然间，丁隐发现绿袍之女玉无心（趙麗穎 飾）竟然与他逝去的爱妻為同一人，二人再次坠入情网。过后却发现玉无心一直欺骗於他。此时，蜀山剑派内部亦暗流涌动，一场武林浩劫即将来临。丁隐联合同门丹辰子（高偉光 飾）、诸葛紫英（劉思彤 飾）、周青云（文詠珊 飾）及结拜兄弟张馅饼－小张（葉祖新 飾），历经艰难险阻，不想却陷入更大的阴谋籌劃，令众人分崩离析......

## 演員列表

### 領銜主演
| 演员                                | 角色              | 备注 |
| 赵丽颖 （童年:趙丁萱）              | 小玉／玉无心      | 寒玉本无心，奈何总深情 專用武器：（前）寒鞭、(後)南明離火劍。 绿袍尊者（上官警我）与蜀山弟子（素因）之女。 冰雪聪明又带点邪气的魔女，和丁大力的亡妻小玉為同一人。自幼被教导断情绝念方能成就大业，因而時常聽從指示服用斷情丹，但在素因給其解藥之後，對丁隱漸生情愫。丁隱被封印後傷心欲絕，回返天域替其守護天下蒼生，並等待有一天封印解除，丁隱歸來。後作踏火行歌中有一女兒玉思隱（意为玉兒思念丁隱）又名：余英男。 參見天域魔宗各派。 |
| 陈伟霆 （中國香港） （少年:黃海格） | 丁大力／丁隐      | 天穹一孤星，傲立正邪间 六星之子之一 純陽之體（為赤魂石之最佳載體）。 專用武器：白眉真人初持習武之斷劍（是曾封印魔宗五鬼天王的封印之劍）／血飲刀（間接透過魔宗五鬼天王之手得到）。 位居：臥雲村→棲霞峰別院／封魔谷別院。 與張餡餅義結金蘭。原本是個淳朴赤诚的山村少年（小師姐周青雲口中的"大木頭"），却突遭厄运（被滅村），且喪失記憶（因故赤魂石入體致失憶），蜀山掌門忽悠並將其名改為丁隱，拜入蜀山劍派之棲霞峰為徒（以眾陰抑陽之）。自此踏上江湖之路。 诸葛驭我離世飛升前，將紫英託孤與掌門之位於弟子丹辰子，丁隱則升任為點蒼峰首座長老，並代掌天門峰。 后期与上官警我為紫青雙劍。在遇見玉無心後，莫名的對她念念不忘，雖然屢次遭魔宗和玉無心利用，卻自始至終選擇相信她。後與玉無心成為一對恋人。最後為了把已入魔之公孫無我封印，與上官警我也一起被封印於凌雲峰。 參見蜀山劍派。 |
| 吴奇隆 （臺灣）                     | 上官警我 绿袍尊者 | 宁负苍生命，不欺一人心 專用武器：血飲刀（後輾轉至丁隐手上）。 曾身居天域魔境之邊境，身具半人、半獸之形，亦有魔氣附於體內。 本名蕭琅，蕭月和沙艷紅之子，玉无心的父亲 原为蜀山弟子，是蜀山派掌门诸葛驭我的师弟，蜀山三杰之一，后期与丁隱為紫青雙劍。原視諸葛馭我為兄長，但在被其背叛后一念成魔。 魔宗宗主 成為野心勃勃的魔宗宗主，即綠袍尊者，從此與諸葛馭我勢不兩立，也誓死替愛妻复仇。最終改邪歸正，重生後返回正道，最後原諒屠霸，為了把已入魔之公孫無我封印，與丁隱也一起被封印於凌雲峰。 參見蜀山劍派。 參見天域魔宗各派。 |

### 蜀山劍派
| 演员                   | 角色              | 备注 |
| 宗峰岩                 | 太清真人          | 蜀山派祖師，上古時期赤魂石的開創元老之一，因赤魂石有個西域霸主屠霸為害武林，阻止西域殺害武林。 |
| 王繡強                 | 白眉真人          | 蜀山派上代掌門，諸葛馭我、公孫無我、上官警我等人的師傅，后離世飛升。 |
| 李进荣                 | 诸葛驭我          | 剑绝五峰顶，茕影独自叹 蜀山派掌门。 蜀山三杰之一。以守护蜀山派和保护天下苍生为己任。曾對上官警我很好，因愛慕素因而嫉妒上官警我。在意外害死素因後，上官警我成魔而成了綠袍尊者，從此两人勢不兩立。 後離世飛升前，將紫英託孤與掌門之位於弟子丹辰子，丁隱則升任為點蒼峰首座長老，並代掌天門峰。 |
| 吴奇隆 （臺灣）        | 上官警我          | 宁负苍生命，不欺一人心 蜀山三杰之一。 請詳見領銜主演。 |
| 樊少皇 （中國香港）    | 公孙无我 血偶大王 | 伏虎藏山中，不甘池中物 蜀山派点苍峰的首座长老 蜀山派掌门诸葛驭我的师弟， 蜀山三杰之一，野心勃勃。前期深受掌门诸葛驭我信任倚重，处置蜀山派日常庶务。 後背叛蜀山，實為魔宗口中的「山中人」，与屠霸合作。最後盡滅屠霸，劇末與丁隱及上官警我一起被封印在凌雲峰。 |
| 韓雨芹                 | 素因 素手醫仙     | 笑看红尘苦，相逢应有路 蜀山派弟子，上官警我的爱人，曾收屠夢為徒。對外聲稱生下玉無心後即過世。 事實上是與綠袍共用一個身體，在綠袍受傷或功力減弱時才會出現。在山林、野村中默默替百姓們治病、拯救蒼生。暗自也幫了蜀山的人很多忙，尊称为素手醫仙。分离后终于与绿袍、玉无心一家团聚，在劝绿袍放下仇恨后两人逝世。 |
| 魏春光                 | 妙一              | 蜀山派天門峰的首座长老 位居：天門峰。 曉如丈夫，負責蜀山防禦外敵之事務，在蜀山四周布下劍陣。最後為了修補伏魔谷咒印，而犧牲自己。 |
| 武小莉                 | 曉如真人          | 蜀山派棲霞峰的首座长老 位居：棲霞峰。 妙一妻子，為丁隱、諸葛紫英、周青雲等人師父。棲霞峰一向只收女弟子，唯丁隱例外。 |
| 崔鍾                   | 百草仙人          | 蜀山派百草峰的首座长老 位居：百草峰。 脾氣古怪，卻很重情義。草藥醫術十分專精高明，為張餡餅、吳冬蟲、吳夏草等人師父。 |
| 陳澤嘉                 | 吳夏草            | 位居：百草峰。百草仙人的藥草所化（亦是大徒弟）。於謫仙潭任務中為取得烏仙草，后犧牲於蛇口下。 诸葛驭我離世飛升前，將紫英託孤與掌門之位於弟子丹辰子，丁隱則升任為點蒼峰首座長老，並代掌天門峰。 |
| 郭家豪                 | 吳冬虫            | 位居：百草峰。百草仙人的藥草所化。 |
| 叶祖新                 | 张馅饼（小張）    | 游戏草芥间，夜梦女神归 位居：臥雲村→棲霞峰別院→百草峰。 百草峰的藥人，後成為徒弟（棄武習醫）。 為丁隐的義結兄弟，天龍寨寨主，大當家，馬賊首領。 张馅饼，陽城人士。在游走江湖，饥寒交迫之时，被丁隐救回家并盛情款待，张馅饼知恩图报将丁隐视作生死与共的好兄弟。后来因在生死关头被诸葛紫英救出，将诸葛紫英当做心中的神仙姐姐，并希望可以和她在一起，尽管屡屡被拒绝，依然将紫英的安危放在心中第一位。第四季在青崇山被紫英誤殺重傷，疑遭野獸襲擊而亡。第五季重新登場，雖然沒死（被幾個馬賊所救）。但 <!-危急中吞食赤魂石，致魔性激發，後間接促導紫英之死。-導致赤魂石魔性激發，最後入魔，改名張問天（在踏火行歌里与丁隐之女玉思隐穿越至60年前）。--> |
| 高伟光 （少年:蔣宇寒） | 丹辰子            | 执剑君子意，不归为红颜 專用武器：龍潭古劍／神木劍。 蜀山派掌门的大弟子 诸葛紫英心目中的得意郎君，正气凛然、备受同门敬仰。後來因丁隱體內赤魂石魔性作亂，誤殺了他。 |
| 刘思彤 （少年:黃科頤） | 诸葛紫英          | 孤芳闲自赏，梦醒空枉然 位居：棲霞峰。 專用武器：雙劍／紫郢劍。 蜀山派掌门诸葛驭我之女，棲霞峰的大師姊。风光无限的她卻任性妄为。血魔与公孫無我利用的人，喜歡青梅竹马的大师兄丹辰子，並且處處幫著他，想著有一天能助他坐上掌門之位。因張餡餅下药、并致一夜情，清醒后无法接受而逃离。 後张馅饼危急中吞食赤魂石，致魔性激發，後間接促導紫英之死。 |
| 文詠珊 （中國香港）    | 周青云（周小溪）  | 不觉相思苦，心承天下事 位居：棲霞峰。 專用武器：雙劍→青索剑。 周傲然与范夫人之女，蜀山派栖霞峰最出色的女弟子，心地纯洁善良关心同门，以保护天下苍生为己任。对遭遇不幸来到蜀山的丁隐十分同情关怀，一次重傷被救後，逐漸喜歡上他（常戲稱其為"大木頭"）。在寻剑途中（武當翠屏峰）获得青索剑，因家族毒咒之事与丁隐結為夫妻。最後成为蜀山下一代掌门，并将休书交给玉无心。 參見陶然居。 |
| 孫動安                 | 張琪              | 蜀山派天門峰妙一徒弟 在魔宗進犯蜀山劍派時，混亂中，為救丁隱，而被玉無心無意間以南明離火劍刺瞎其一目。而在其師妙一仙逝後，帶領天門峰弟子守護蜀山。 |
| 李旭                   | 何清              | 蜀山派點蒼峰公孫無我的徒弟 生性陰險狡詐，与師父公孫無我背叛蜀山，与天域勾結，后被公孫無我殺死 |
| 邢羅丹                 | 蘇陽              | 蜀山派點蒼峰公孫無我的徒弟 後被屠媚陷害為魔宗奸細，在轉移間，又被屠媚斬殺當場。 |

### 天域魔宗各派
| 演员                   | 角色         | 备注 |
| 张天霖 青年:丁宇佳     | 屠霸         | 不绝雄霸心，难敌诡谲计 魔宗西域霸主，魔宗天尊，屠媚的哥哥（被封印於天域） 蚩尤的后世，野心勃勃，烈影神宗与諸葛馭我的仇敵，一方面与绿袍联合对抗以蜀山为首的正派，一方面又与绿袍在魔宗内部争权夺势，與公孫無我合作。最後遭公孫無我背叛而被殺害。                                                                                   |
| 贾晓晨 童年:趙甜鵨     | 屠媚         | 艳绝西域地，痴心终不悔 神秘妖冶的魔宗高手。西域霸主屠霸的妹妹。屠夢的生母 位居西域宝城仙主的要位，中原之死敵。 雖建立烈焰神宗，但因愛，自願屈居副宗主之位。 外表虽美艳无比，性格却十分狠辣。對綠袍尊者一往情深，為他做事在所不辭（協助其建立烈焰神宗），最後被綠袍尊者不意地刺殺，至死一直認為其孩兒已早亡，不知其女屠梦尚存活。 |
| 吴奇隆 （臺灣）        | 绿袍尊者     | 宁负苍生命，不欺一人心 烈焰神宗宗主。 請詳見領銜主演。 |
| 赵丽颖 （童年:趙丁萱） | 小玉／玉无心 | 寒玉本无心，奈何总深情 專用武器：（前）寒鞭、(後)南明離火劍（後其娘取走轉回到蜀山劍派）。 绿袍尊者（上官警我）与蜀山弟子（素因）之女。 請詳見領銜主演。 |
| 吴华新                 | 九毒神君     | 毒蛇横古路，心惭伯乐顾 绿袍尊者的心腹手下（後為烈焰神宗右護使，位稍低於左護使），西域將軍，屠霸刻意安排在綠袍旁的一顆棋子。 真心對待綠袍尊者，將其視為救命恩人。在屠霸指示下，不得已背叛綠袍尊者，最後被其所殺。 |
| 汪汐潮                 | 五鬼天王     | 不饮三千水，甘做护花郎 原为被蜀山派封印的魔派高手、采花大盗 被丁隱意外放出后，加入魔宗成为绿袍尊者手下（烈焰神宗左護使，位稍高於右護使），被佟元齊安排去救丁隱和丹辰子，大破屠媚和西域番僧的陣法，原為丁隱、張餡餅、諸葛紫英、周青云、丹辰子的敵人，后期化敵為友。對玉無心一見鍾情，並且處處護著她，對於她的要求，一概應允。     |
| 周紀偉                 | 邹勤         | 西域公子，屠霸手下打手，后被公孫無我收買，背叛屠霸 |
| 賈金龍                 | 連登         | 西域公子，屠霸手下打手，后被公孫無我收買，背叛屠霸 |
| 謝宁                   | 西域番僧     | 寶城喇嘛，屠媚請來的西域番僧，屠媚的手下，武當的死對頭，烈影神宗与諸葛馭我的仇敵，實為公孫無我的手下，奉屠媚之命抓住丁隱和丹辰子，反被張餡餅用石頭砸死。 |
| 余玥 （童年:潘婧之）   | 屠梦         | 六星之子之一 屠媚之女，生性善良，在江湖纷争中遗世而独立，曾是素音的弟子。实为上官警我和屠媚之女、為玉无心同父异母之姐，身軀具拥有存儲赤魂石元神之能力，並拥有绝世美貌的女子。 |

### 陶然居
| 演员                | 角色             | 备注 |
| 刘莉莉              | 范夫人           | 范小雪，陶然居夫人，周傲然之妻，周小溪（周青云）之生母，佟元齊之好友。丈夫身亡，被大荒八魔殺害，女兒周小溪被蜀山派栖霞峰首座长老曉如收養而改名周青雲，因周青雲不認范夫人為親生母親，被周青雲誤會是害死周傲然的兇手，其為孤兒，最終知道西域的大荒八魔，才是殺死生父周傲然的兇手，後與生母范夫人相認。 |
| 張家川              | 周傲然           | 天域魔地之人，逃至中原避禍。曾是范小雪之夫，周小溪（周青云）之生父，為救青雲而被大荒八魔殺害。 |
| 岳東峰              | 范伯             | 范小雪的哥哥，周青雲的舅舅，人稱「飛霧怪人一號」。 |
| 左白學              | 范仲             | 范小雪的哥哥，周青雲的舅舅，人稱「飛霧怪人二號」。 |
| 文詠珊 （中國香港） | 周小溪（周青云） | 不觉相思苦，心承天下事 周傲然與范夫人流落在外之么女。 請詳見蜀山劍派。 |
| 郭偉                | 陳宇             | 江南首富陳遠如家之公子，蒞臨陶然居來求親甄選。 |
| 朱榮榮              | 雲中雪           | 大荒八魔之首 扮作蒞臨陶然居來求親甄選的公子哥（亦故作文弱書生扮相），假意心悅周小溪（周青云）， 以家養的寵物鸚鵡充作誘餌，拐帶周小溪（周青云）。 實為大荒八魔之首（為殺害周傲然的兇手之一），意欲接近周小溪（周青云），在混戰爭鬥中，後被丁隱一刀斃命。                                              |
| 郭方州              | 云中陽           | 扮作文弱書生云中雪的書僮扮相。（實為大荒八魔之一，亦是殺害周傲然的兇手），后被諸葛紫英雙劍斬滅。 |
| 楊軍                | 云中雷           | 云中雪之父，大荒八魔之一，壞事作盡，后被丹辰子斬滅。 |

### 青崇山
| 演员   | 角色     | 备注 |
| 李嘉文 | 許鉞     | 青崇山莊主，余明娘之夫，小蝶之父，烏鷺居士的義弟，化為神木劍劍靈，最后与余明娘重逢                               |
| 徐立   | 余明娘   | 青崇山夫人，許鉞之妻，小蝶之母，外表心地善良，實際心狠手辣，設計丁隱、玉無心、周青雲等人，擅用毒，最后与許鉞重逢 |
| 袁冰妍 | 小蝶     | 許鉞與余明娘之女，烏鷺居士的姪女，丁隱等人的好朋友，心地善良                                                     |
| 曹露   | 三妹     | 青崇山婢女，余明娘的近侍                                                                                         |
| 余家倫 | 烏鷺居士 | 青崇山的老隱士，許鉞的義兄，小蝶的伯伯，再世華陀                                                                 |

### 其它演員
| 演员   | 角色       | 备注 |
| 何中華 | 左景       | 前武當派掌門，蜀山好友，與白眉真人是對付魔宗妖人，發現上官警我与魔宗勾結，后被入魔的上官警我殺死。 |
| 張頁石 | 佟元齊     | 現任武當派掌門，范小雪之好友，屠媚的死敵，左掌門的死跟上官警我有關係，發現上官警我与屠媚有私情，左掌門死后被屠媚困在山洞裡，被玉無心与五鬼所救，同心協力對付屠媚和西域番僧，之后上官警我改邪歸正，与眾人對付叛徒公孫無我。 |
| 王濱   | 馬雲龍     | 前任天龍寨寨主兼前任馬賊首領大當家，西域番國的神算大法師，實為長生不老的蜈蚣大神仙，與魔宗勾結，反被丁隱在海域弄死，后來復活，成了綠袍尊者的手下及血飲刀刀魂，再次被丹辰子雷殛，為張餡餅取代。                             |
| 朱峰   | 林天逸     | 張餡餅等人的好友，天龍寨成員，認張餡餅為大當家，卉兒的丈夫。 |
| 王文虎 | 羅九       | 張餡餅的手下，天龍寨叛徒，与公孫無我勾搭，后被丁隱打敗。 |
| 李若詞 | 卉儿       | 林天逸的妻子 |
| 王翊菲 | 青索劍劍靈 | 周青云配劍之劍靈。 |
| 韓銀龍 | 紫郢劍劍靈 | 諸葛紫英配劍之劍靈。 |
| 古賓   | 幽瞑劍劍靈 | 屠媚配劍之劍靈。boss，隸屬上古凶劍，禍害人間，被上官警我唆使，趕走紫郢劍，反被紫郢劍射死。 |

## 花絮
- 2015年4月24日刘思彤因拍攝武打戏受伤，剧组一度暂时停工。

## 收視率
| 中国 安徽卫视 首播收视率 |               |        |          |        |        |          |        |        |          |        |                 |
| 集數                     | 播出日期      | CSM35  | CSM35    | CSM35  | CSM52  | CSM52    | CSM52  | 全国网 | 全国网   | 全国网 | 備註            |
| 集數                     | 播出日期      | 收視率 | 收視份額 | 排名   | 收視率 | 收視份額 | 排名   | 收視率 | 收視份額 | 排名   | 備註            |
| 1-2                      | 2016年1月16日 | 0.977  | 2.452    | 5      | 0.903  | 2.318    | 6      | 0.64   | 1.67     | 5      |                 |
| 3-4                      | 2016年1月17日 | 1.088  | 2.684    | 5      | 1.003  | 2.539    | 7      | 0.51   | 1.35     | 13     |                 |
| 5-6                      | 2016年1月18日 | 1.05   | 2.64     | 7      | 0.97   | 2.497    | 8      | 0.51   | 1.37     | 18     |                 |
| 7-8                      | 2016年1月19日 | 1.03   | 2.572    | 6      | 0.958  | 2.451    | 7      | 0.58   | 1.55     | 7      |                 |
| 9-10                     | 2016年1月20日 | 0.919  | 2.269    | 7      | 0.852  | 2.148    | 9      | 0.55   | 1.44     | 11     |                 |
| 11-12                    | 2016年1月21日 | 0.989  | 2.44     | 6      | 0.934  | 2.351    | 8      | 0.49   | 1.27     | 19     |                 |
| 13-14                    | 2016年1月22日 | 1.074  | 2.615    | 6      | 0.999  | 2.474    | 7      | 0.68   | 1.7      | 11     |                 |
| 15-16                    | 2016年1月23日 | 1.038  | 2.497    | 7      | 0.965  | 2.374    | 7      | 0.66   | 1.69     | 10     |                 |
| 17-18                    | 2016年1月24日 | 1.154  | 2.757    | 7      | 1.065  | 2.601    | 7      | 0.7    | 1.82     | 8      |                 |
| 19-20                    | 2016年1月25日 | 1.151  | 2.896    | 6      | 1.073  | 2.756    | 7      | 0.67   | 1.76     | 17     |                 |
| 21-22                    | 2016年1月26日 | 1.148  | 2.837    | 6      | 1.066  | 2.699    | 7      | 0.68   | 1.76     | 17     |                 |
| 23-24                    | 2016年1月27日 | 1.153  | 2.859    | 6      | 1.058  | 2.68     | 7      | 0.67   | 1.77     | 11     |                 |
| 25-26                    | 2016年1月28日 | 1.185  | 2.968    | 6      | 1.102  | 2.805    | 7      | 0.69   | 1.79     | 15     |                 |
| 27-28                    | 2016年1月29日 | 1.157  | 2.917    | 5      | 1.072  | 2.751    | 7      |        |          |        |                 |
| 29-30                    | 2016年1月30日 | 1.149  | 2.936    | 5      | 1.067  | 2.789    | 6      |        |          |        |                 |
| 31-32                    | 2016年1月31日 |        |          |        | 1.109  | 2.825    | 5      | 0.77   | 2.01     | 7      |                 |
| 33-34                    | 2016年2月1日  | 1.211  | 3.06     | 4      | 1.126  | 2.909    | 4      | 0.75   | 1.97     | 5      |                 |
| 35-36                    | 2016年2月2日  | 1.249  | 3.239    | 2      | 1.148  | 3.045    | 4      | 0.81   | 2.18     | 8      |                 |
| 37-38                    | 2016年2月3日  | 1.128  | 2.908    | 5      | 1.048  | 2.757    | 6      | 0.83   | 2.21     | 7      |                 |
| 39-40                    | 2016年2月4日  | 1.152  | 3.025    | 3      | 1.054  | 2.822    | 4      | 0.76   | 2.07     | 7      |                 |
| 41-42                    | 2016年2月6日  |        |          |        | 0.882  | 2.333    | 3      |        |          |        |                 |
| 43-44                    | 2016年2月8日  |        |          |        | 0.807  | 2.295    | 2      |        |          |        |                 |
| 45-46                    | 2016年2月9日  |        |          |        | 0.797  | 2.483    | 4      |        |          |        |                 |
| 47-48                    | 2016年2月10日 |        |          |        | 0.797  | 2.445    | 4      |        |          |        |                 |
| 49-50                    | 2016年2月11日 |        |          |        | 0.796  | 2.385    | 4      |        |          |        |                 |
| 52-51                    | 2016年2月12日 |        |          |        | 0.845  | 2.401    | 2      |        |          |        | CSM52数据缺拉萨 |
| 53-54                    | 2016年2月13日 |        |          |        | 0.89   | 2.348    | 4      |        |          |        |                 |
| 55-56                    | 2016年2月14日 |        |          |        | 0.921  | 2.393    | 3      |        |          |        |                 |
| 平均收視                 | 平均收視      | 0.976  |          | 不適用 | 0.973  | 2.56     | 不適用 |        |          | 不適用 |                 |

1. 数据由广视索福瑞提供，调查范围为四岁以上之观众。
2. 以上收视排名包括央视在内。
3. 资料来源：Kimi_冲 、卫视这些事 、卫视小露电 、TV未知数 、数据狮

## 宣傳活動
| 播出時間      | 活動                   | 出席演員               |
| ------------- | ---------------------- | ---------------------- |
| 2015年4月13日 | 新闻发布会             | 全体                   |
| 2015年10月3日 | 湖南卫视《快乐大本营》 | 吴奇隆、赵丽颖、陈伟霆 |
| 2016年1月9日  | 湖南卫视《快乐大本营》 | 吴奇隆、赵丽颖、陈伟霆 |

## 音乐原声
第一季
| 曲序 | 曲目                   |        | 作曲   | 编曲   | 製作人    | 演唱           |
| ---- | ---------------------- | ------ | ------ | ------ | --------- | -------------- |
| 1.   | 《愛恨之間》（主题曲） | 黃楓宜 | 任中強 | 楊鎮邦 | Gary Chan | 吳奇隆         |
| 2.   | 《亂世俱滅》（片尾曲） | 覃嘉健 | 覃嘉健 | 覃嘉健 | Gary Chan | 趙麗穎、許志安 |

第二季
| 曲序 | 曲目                       |        | 作曲   | 编曲   | 製作人    | 演唱   |
| ---- | -------------------------- | ------ | ------ | ------ | --------- | ------ |
| 1.   | 《我選擇喜歡你》（片頭曲） | 甄健強 | 楊鎮邦 | 楊鎮邦 | Gary Chan | 周筆暢 |
| 2.   | 《心的構造》（片尾曲）     | 甄健強 | 楊鎮邦 | 楊鎮邦 | Gary Chan | 曾詠欣 |

第三季
| 曲序 | 曲目                   |        | 作曲     | 製作人 | 演唱                            |
| ---- | ---------------------- | ------ | -------- | ------ | ------------------------------- |
| 1.   | 《沙漠飛雪》（片頭曲） | 黃中原 | 斯日格樂 | 陳秀男 | 吳奇隆                          |
| 2.   | 《我就是我》（片尾曲） | 黃中原 | 斯日格樂 | 陳秀男 | 葉祖新 、黃世超、張思帆、楊世瀚 |

第四季
| 曲序 | 曲目                       |        | 作曲   | 编曲   | 製作人    | 演唱            |
| ---- | -------------------------- | ------ | ------ | ------ | --------- | --------------- |
| 1.   | 《宿敵》（主題曲）         | 甄健強 | 覃嘉健 | 覃嘉健 | Gary Chan | 吳奇隆 、許志安 |
| 2.   | 《我從來不存在》（片尾曲） | 甄健強 | 楊鎮邦 | 楊鎮邦 | Gary Chan | 余玥            |

第五季
| 曲序 | 曲目                     |        | 作曲   | 编曲   | 製作人    | 演唱   |
| ---- | ------------------------ | ------ | ------ | ------ | --------- | ------ |
| 1.   | 《雨還下不停》（主題曲） | 甄健強 | 倩韻   | 劉志遠 | Jim Lee   | 蔣卓嘉 |
| 2.   | 《悠悠我心》（片尾曲）   | 甄健強 | 楊鎮邦 | 楊鎮邦 | Gary Chan | J.Arie |

## 相關遊戲
- 《蜀山戰紀之劍俠傳奇》電視劇正版授權網頁遊戲
- 《蜀山戰紀之劍俠傳奇》電視劇正版授權網頁遊戲的Facebook專頁
- 《蜀山戰紀之劍俠傳奇》官方正版手遊
- 蜀山戰紀之劍俠傳奇-正版手遊的Facebook專頁

## 电视剧的变迁
| 中国 安徽卫视 海豚第一剧场 每日19:30-21:15（如遇《新闻联播》延时顺延播出） | 中国 安徽卫视 海豚第一剧场 每日19:30-21:15（如遇《新闻联播》延时顺延播出） | 中国 安徽卫视 海豚第一剧场 每日19:30-21:15（如遇《新闻联播》延时顺延播出） |
| -------------------------------------------------------------------------- | -------------------------------------------------------------------------- | -------------------------------------------------------------------------- |
|                                                                            | 剑侠传奇 （2016年1月16日－2月14日）                                        |                                                                            |
| 戴流蘇耳環的少女 （2015年12月22日－2016年1月15日）                         | 五鼠闹东京首映大典 （2016年2月15日） 五鼠闹东京 （2016年2月17日－3月9日）  |                                                                            |

| 马来西亚 Astro全佳HD 星期一至四 21:30 - 22:30 | 马来西亚 Astro全佳HD 星期一至四 21:30 - 22:30 | 马来西亚 Astro全佳HD 星期一至四 21:30 - 22:30 |
| --------------------------------------------- | --------------------------------------------- | --------------------------------------------- |
|                                               | 蜀山戰紀之劍俠傳奇 （2016年5月2日－8月2日）   |                                               |
| 新開時段                                      | 寂寞空庭春欲晚 （2016年8月3日－10月11日）     |                                               |

| 新加坡 佳乐台 星期一至五 22:00 - 23:00          | 新加坡 佳乐台 星期一至五 22:00 - 23:00                      | 新加坡 佳乐台 星期一至五 22:00 - 23:00 |
| ----------------------------------------------- | ----------------------------------------------------------- | -------------------------------------- |
|                                                 | 7月巨5霸鉅獻: 蜀山戰紀之劍俠傳奇 （2016年7月15日－9月29日） |                                        |
| 3月巨5霸鉅獻: 羋月傳 （2016年3月24日－7月14日） | 10月巨5霸鉅獻: 六扇門 （2016年9月30日－11月24日）           |                                        |

| 臺灣 愛爾達綜合台 星期一至五 20:00 - 22:00 · 5月27起連播三集 | 臺灣 愛爾達綜合台 星期一至五 20:00 - 22:00 · 5月27起連播三集 | 臺灣 愛爾達綜合台 星期一至五 20:00 - 22:00 · 5月27起連播三集 |
| ------------------------------------------------------------ | ------------------------------------------------------------ | ------------------------------------------------------------ |
|                                                              | 蜀山戰紀 （2016年5月18日－6月15日）                          |                                                              |
| 隋唐演義 （2016年4月5日－5月17日）                           | 羋月傳 （2016年6月16日－8月15日）                            |                                                              |

| 新加坡 新传媒8频道 星期一至五 23:00 - 00:00 | 新加坡 新传媒8频道 星期一至五 23:00 - 00:00           | 新加坡 新传媒8频道 星期一至五 23:00 - 00:00 |
| ------------------------------------------- | ----------------------------------------------------- | ------------------------------------------- |
|                                             | 蜀山戰紀之劍俠傳奇 （2017年7月24日－10月5日） PG13/PG |                                             |
| 极品新娘 （2017年5月29日－7月21日）         | 六扇門 （2017年10月6日－11月30日）                    |                                             |
| （重播）星期一 00:00 - 02:00                |                                                       |                                             |
| 星期日电影 （2013年-2018年）                | 蜀山戰紀之劍俠傳奇 （2018年9月2日－2019年3月4日）     | 武神赵子龙 （2019年3月11日－2019年9月16日） |

| 臺灣 中天綜合台 星期一至五 20:00 - 21:00 · | 臺灣 中天綜合台 星期一至五 20:00 - 21:00 · | 臺灣 中天綜合台 星期一至五 20:00 - 21:00 · |
| ------------------------------------------ | ------------------------------------------ | ------------------------------------------ |
|                                            | 蜀山戰紀 （2016年7月12日－9月23日）        |                                            |
| 董鄂妃傳 （2016年4月20日－7月11日）        | 花千骨 (重播) （2016年9月26日－12月2日）   |                                            |